# Mighty Aphrodite
Mighty Aphrodite is een Amerikaanse filmkomedie uit 1995 onder regie van Woody Allen met in de hoofdrollen Woody Allen en Mira Sorvino.
Het is een komedie over een man die op zoek gaat naar de biologische moeder van zijn geadopteerde hoog intelligente zoon en uitkomt bij een prostituee.

## Verhaal
Lenny Weinrib is een sportjournalist en gehuwd met carrièrevrouw Amanda. Zijn vrouw heeft een kinderwens maar ziet op tegen een zwangerschap van negen maanden, zeker als de zwangerschap haar carrière zal dwarsbomen. Zeer tegen de zin van Lenny besluit ze tot een adoptie. Het echtpaar adopteert een jongetje, dat ze Max noemen. Max blijkt zeer intelligent te zijn en Lenny raakt gefascineerd door het idee de biologische moeder van Max te achterhalen. Hij weet zeker dat de vrouw een genie is. Het lukt hem uiteindelijk de moeder te achterhalen, een prostituee genaamd Linda Ash. Niet alleen heeft ze uiterst irritante stem en een grof gevoel voor humor, maar ze is ook weinig intelligent . Haar grootste wens is actrice te worden, maar het enige acteerwerk dat ze tot nu toe heeft gedaan, was in pornofilms. Als blijkt dat Lenny niet als klant is gekomen en probeert Linda te laten stoppen met haar werk als prostituee, wordt ze woedend en gooit ze hem eruit.
Lenny blijft echter terugkomen en probeert Linda toch zover te krijgen dat ze stopt met de prostitutie. Hij weet haar los te weken van haar pooier en maakt een afspraakje voor haar met de vriendelijke Kevin, een bokser die uien teelt. Het afspraakje gaat goed en Kevin en Linda krijgen een verhouding. Als Kevin echter achter Linda's verleden komt, verlaat hij haar. Intussen zijn er ook problemen aan het thuisfront. Lenny komt erachter dat Amanda een affaire is begonnen met Jerry, een collega van haar. Lenny en Linda zoeken nu troost bij elkaar.
Als Amanda echter spijt krijgt van haar affaire en weer bij Lenny terugkomt slaat de vonk toch weer over en herstellen ze hun relatie. Linda probeert intussen om Kevin weer terug te krijgen en rijdt met de auto naar diens boerderij. Op de terugweg ziet ze een helikopter een noodlanding maken. De piloot, Don, krijgt een lift van Linda en het tweetal wordt verliefd en treedt in het huwelijk. Wat echter niemand weet is dat Linda zwanger is van Lenny. Linda en Lenny ontmoeten elkaar een jaar later toevallig in de speelgoedwinkel. Ze hebben allebei hun kind bij zich. Lenny is met Max, zijn adoptiezoon die eigenlijk het kind van Linda is zonder dat zij dat weet en Linda is met haar eigen kind, waarvan Lenny geen benul heeft dat hij de vader is.

## Rolverdeling
| Acteur               | Personage     |
| -------------------- | ------------- |
| Woody Allen          | Lenny Weinrib |
| Mira Sorvino         | Linda Ash     |
| Helena Bonham Carter | Amanda        |
| Peter Weller         | Jerry         |
| Michael Rappaport    | Kevin         |
| F. Murray Abraham    | Voorzanger    |
| Olympia Dukakis      | Jocaste       |

## Achtergrond
Mighty Aphrodite is opgezet als een Grieks toneelspel compleet met voorzanger en koor. Het koor geeft commentaar en is de verteller van het verhaal. Ook doen Griekse mythologische figuren als Tiresias, Jocaste en Cassandra mee. Allen geeft hiermee aan dat de mens een speelbal is van het lot en dat een mens niet voor God moet spelen. Als Lenny probeert Linda te redden van de prostitutie en haar koppelt aan Kevin, mislukt dit. De ideale huwelijkspartner komt vervolgens letterlijk uit de lucht vallen, alsof de goden Don hebben gestuurd. Als Lenny te veel aandacht gaat besteden aan Linda's heropvoeding, zoekt zijn vrouw afleiding en troost bij een ander. Cassandra kondigt dit 'noodlot' al aan. Het incestmotief ten slotte, vertegenwoordigd door Jocaste, komt terug in de even kolderieke als merkwaardige ouderschapcombinaties. Net als Oedipus weet Lenny niet dat hij de moeder van zijn geadopteerde zoon heeft zwanger gemaakt.
Meerdere scènes werden opgenomen in het Grieks theater van Taormina op Sicilië.

## Productie
De stem van Linda Ash is een voortdurende bron van irritatie en hilariteit in de film. Allen vroeg aan Mira Sorvino een apart 'dom' stemgeluid te gebruiken voor haar rol. Hij gaf haar echter geen aanwijzingen hoe. Sorvino koos voor een hoog en wat geknepen stemgeluid. Ze wilde voorkomen dat haar stem sexy zou klinken. Ze deed research voor haar rol en sprak met een voormalige onderwijzeres die gekozen had voor een bestaan als pornoactrice. De vrouw was heel gelukkig met haar besluit en Sorvino koos ervoor haar personage, Linda Ash, te spelen als een vrouw die zich niet schaamt om pornoactrice en prostituee te zijn en gelukkig is met haar leven.
Hoewel Allen in 1995 een pijnlijke scheiding met Mia Farrow achter de rug had, overwoog hij toch Mia Farrow te in te zetten voor de rol van Amanda. Uiteindelijk zag hij er toch vanaf en overwoog toen Susan Sarandon, ook zij viel af en uiteindelijke kreeg Helena Bonham Carter de rol.

## Prijzen
De film werd bekroond met een Oscar voor beste vrouwelijke bijrol voor Mira Sorvino die ook een Golden Globe en de Bafta Award in ontvangst mocht nemen voor dezelfde categorie. Woody Allen werd genomineerd voor een Oscar voor het schrijven van het beste oorspronkelijke scenario.